# Comuna Nuci, Ilfov
Nuci (în trecut, Merii Petchii-Netezești și apoi Merii Petchii) este o comună în județul Ilfov, Muntenia, România, formată din satele Balta Neagră, Merii Petchii, Micșuneștii Mari, Micșunești-Moară și Nuci (reședința).

## Așezare
Comuna Nuci se află în extremitatea nord-estică a județului, la limita cu județele Prahova și Ialomița, pe malurile Râului Ialomița, fiind singura comună ilfoveană având localități pe malul stâng al acestui râu. Este traversată de șoseaua județeană DJ101B, care duce spre vest la Gruiu, Snagov (unde se intersectează cu DN1), Periș și mai departe în județul Dâmbovița la Niculești și Butimanu (unde se termină în DN1A); și spre est în județul Ialomița la Rădulești, Maia și Adâncata. Din DJ101B, la Merii Petchii se ramifică șoseaua județeană DJ101G, care duce spre nord-vest în județul Prahova la Balta Doamnei, Olari, Râfov și Bărcănești (unde se termină în DN1A).
Comuna se învecinează la nord cu comunele Balta Doamnei și Gherghița din județul Prahova, la vest cu comuna Gruiu, la sud cu comuna Grădiștea, iar la est cu comuna Rădulești din județul Ialomița.

## Demografie
Componența etnică a comunei Nuci
     Români (92,76%)
     Alte etnii (0,42%)
     Necunoscută (6,82%)
Componența confesională a comunei Nuci
     Ortodocși (90,59%)
     Adventiști (1,47%)
     Alte religii (0,59%)
     Necunoscută (7,34%)
Conform recensământului efectuat în 2021, populația comunei Nuci se ridică la 2.860 de locuitori, în scădere față de recensământul anterior din 2011, când fuseseră înregistrați 3.098 de locuitori. Majoritatea locuitorilor sunt români (92,76%), iar pentru 6,82% nu se cunoaște apartenența etnică. Din punct de vedere confesional, majoritatea locuitorilor sunt ortodocși (90,59%), cu o minoritate de adventiști (1,47%), iar pentru 7,34% nu se cunoaște apartenența confesională.

## Politică și administrație
Comuna Nuci este administrată de un primar și un consiliu local compus din 11 consilieri. Primarul, Georgel Vasile[*], de la Coaliția Națională pentru România, este în funcție din 2008. Începând cu alegerile locale din 2024, consiliul local are următoarea componență pe partide politice:
|  | Partid                            | Consilieri | Componența Consiliului | Componența Consiliului | Componența Consiliului | Componența Consiliului | Componența Consiliului | Componența Consiliului |
|  | --------------------------------- | ---------- | ---------------------- | ---------------------- | ---------------------- | ---------------------- | ---------------------- | ---------------------- |
|  | Coaliția Națională pentru România | 6          |                        |                        |                        |                        |                        |                        |
|  | Forța Dreptei                     | 5          |                        |                        |                        |                        |                        |                        |

## Istorie
La sfârșitul secolului al XIX-lea, comuna purta numele de Merii Petchii-Netezești, făcea parte din plasa Mostiștea a județului Ilfov și era formată din satele Merii Petchii, Nuci, Netezești și Sudiți, având în total 1920 de locuitori și 420 de case. În comună funcționau o școală mixtă, o mașină de treierat cu aburi și 4 biserici. În acea perioadă, pe actualul teritoriu al comunei Nuci mai era organizată și comuna Micșunești-Greci, formată din satele Balamuci, Balta Neagră, Fundu Danciului, Grecii de Mijloc, Grecii de Jos, Micșuneștii Mari (reședința) și Micșunești-Moara, având în total 1879 de locuitori și 482 de case. În comuna Micșunești-Greci, funcționau 2 școli mixte, o moară cu apă, o mașină de treierat cu aburi și cinci biserici.
În 1925, comuna Micșunești-Greci fusese deja desființată, iar satul Micșunești-Moară fusese trecut la comuna Merii Petchii, care își avea reședința în satul Nuci, comună de 3424 locuitori, arondată plășii Fierbinți din același județ, iar satele Fundu Danciului și Micșuneștii Mari au fost trecute la comuna Fierbinți, iar alte sate fiind trecute la comuna Greci.
În 1950, comuna Merii Petchii a fost inclusă în raionul Căciulați și apoi (după 1960) în raionul Urziceni din regiunea București. În 1968, a revenit la județul Ilfov, luând numele actual, după satul de reședință, unele sate fiind tot atunci desființate și comasate: satul Sudiți a fost inclus în satul Merii Petchii, iar Netezești a fost inclus în satul Nuci. În ianuarie 1981, în urma unei noi reorganizări administrative a zonei, a fost trecut în județul Ialomița, dar după câteva luni, în toamna aceluiași an, a fost transferată la Sectorul Agricol Ilfov din subordinea municipiului București, sector devenit în 1997 județul Ilfov.

## Monumente istorice
În comuna Nuci se află mănăstirea Balamuci, monument istoric de arhitectură de interes național, datând din secolele al XVII-lea–al XIX-lea, ansamblu cuprinzând biserica „Sfântul Nicolae” și zidul de incintă.
În rest, alte două obiective din comună sunt incluse în lista monumentelor istorice din județul Ilfov ca monumente de interes local, ambele clasificate ca monumente de arhitectură. Unul este biserica „Sfinții Alexandru și Nicolae” din satul Nuci, construită în 1912. Celălalt este ansamblul fostului conac Lecca-Micșunești din satul Micșuneștii Mari, datând de la mijlocul secolului al XVIII-lea, ansamblu ce cuprinde conacul propriu-zis, turnul de poartă și biserica „Născătoarea de Dumnezeu”, ctitorită în 1748.

## Personalități născute aici
- Grigore Brezeanu (1891 - 1919), regizor, scenarist, actor;
- Petre Oprea (1928 - 2011), critic, istoric de artă;
- Alexandru Țipoia (1914 - 1993), pictor emigrat în Elveția;
- Florea Ciorcilă (1944 - 1987), sportiv la lupte greco-romane;
- Andrei Mihalache (1944 - 2024), acordeonist.